# ماشل
ماشل: جادو و عضله (ژاپنی: マッシュル-MASHLE- هپبورن: Masshuru) مجموعه مانگا ژاپنی اثر هاجیمه کوموتو است. این کتاب در هفته‌نامه شونن جامپ از ژانویه ۲۰۲۰ تا ژوئیه ۲۰۲۳ منتشر شد و فصل‌های آن در ۱۸ جلد تانکوبون جمع‌آوری شد.
از این مانگا یک مجموعه تلویزیونی انیمه توسط ای-۱ پیکچرز اقتباس شد که فصل اول آن از آوریل تا ژوئیه ۲۰۲۳ و فصل دوم نیز از ژانویه تا مارس ۲۰۲۴ پخش شد. اعلام شده که این انیمه دنباله دیگری نیز خواهد داشت.